# Venus Wars
Venus Wars (ヴイナス戦記, Venus Senki) est un manga de Yoshikazu Yasuhiko. Il a été prépublié dans le magazine Nora Comics de Gakken, de 1986 à 1990. En 1989, Venus Wars est adapté en film d'animation par Yasuhiko lui-même, co-écrit avec Yūichi Sasamoto, produit par Bandai Visual, Gakken, et Shochiku.

## Synopsis
A la suite d'une collision d'un astéroïde de glace au début du 21ème siècle sur la planète Vénus, cette dernière est devenue habitable et deux nations puissantes, Ishtar et Aphrodia se sont créées et sont en conflits depuis. 
L'histoire suit un jeune garçon d'Aphrodia, Hiro, qui est compétiteur pour la course de moto du nom de "Rolling Game". Sa vie se retrouve complètement bouleversée lorsqu'il voit l'armée d'Ishtar débuter une invasion sur la capitale d'Aphrodia. Il est réquisitionné par l'armée et doit devenir pilote afin de protéger sa nation et changer l'avenir de toute la planète. 

## Manga
Le manga a d'abord été prépublié au Japon par Gakken dans son magazine Nora Comics, de 1986 à 1990, puis par Chūōkōron Shinsha en 1999. Le manga a été traduit en anglais par Dark Horse Comics en 1991 et en français par naBan en 2024.

## Film
Yoshikazu Yasuhiko décide d'adapter son propre manga comme Arion, sorti trois ans auparavant. Le film sort officiellement le 11 mars 1989. La musique est composée par Joe Hisaishi, connu pour les musiques de film de Hayao Miyazaki et Takeshi Kitano.  

## Jeu vidéo
Basé sur le film, Venus Senki est un jeu de stratégie sortie sur Nintendo Entertainment System (NES) doté d'un système de combat innovant. Le jeu raconte l'histoire de Hound et son groupe de motards luttant, contre les envahisseurs de l'empire d'Ishtar, dans le but de libérer la ville d'Io et de chasser Ishtar d'Aphrodia, leur pays natal.